# Việt Hoàn
Trần Việt Hoàn (sinh ngày 30 tháng 11 năm 1967 tại Thái Bình), thường được biết đến với nghệ danh Việt Hoàn, là một nam ca sĩ người Việt Nam, được phong tặng danh hiệu Nghệ sĩ ưu tú năm 2006. Hiện anh là ca sĩ của Nhà hát nhạc nhẹ thuộc Đài tiếng nói Việt Nam.

## Tiểu sử
Việt Hoàn sinh ra trong gia đình có cả bố và mẹ là nghệ sĩ hát Cải lương. Năm 18 tuổi, ngay sau khi tốt nghiệp trung học, anh đã đoạt giải nhất cuộc thi đơn ca toàn tỉnh Thái Bình năm 1985. Cũng trong năm này, anh được tuyển về Đội Văn nghệ Công an TP Hải Phòng. Tại đây, anh giành 2 HCV và 1 HCB trong các kì hội diễn sân khấu và các cuộc thi.
Từ năm 1994 đến 1997, Việt Hoàn chuyển sang công tác tại Đoàn Ca múa Hải Phòng. Năm 1997, anh thi đỗ hệ đại học Thanh nhạc Nhạc viện Hà Nội, dưới sự dẫn dắt của Nghệ sĩ Nhân dân Lê Dung. Năm 2001, anh bắt đầu công tác tại Nhà hát Nhạc nhẹ Việt Nam, đến năm 2006 thì chuyển về công tác tại Đài Tiếng nói Việt Nam. Cũng trong năm này, anh được Nhà nước phong tặng danh hiệu Nghệ sĩ Ưu tú. 

## Sản phẩm âm nhạc

### Album phòng thu
- 2006: Album Vol. 1 Tâm sự người ca sĩ[3]
- 2007: Album Vol. 2 Tâm sự Trường Sơn"[4]
- 2010: Album Vol. 3 Khúc ca vẳng từ quê mẹ[5]
- 2013: Tình trong tim người lính [6]
- 2016: Quê hương tình yêu tôi (Việt Hoàn - Thu Hà)[7]

### Liveshow
- 2022: Tự tình quê hương: Việt Hoàn - Trương Nguyệt Anh [8]

## Giải thưởng
- 1985: Giải nhất cuộc thi Đơn ca toàn tỉnh Thái Bình
- 1990: Giải đặc biệt Tiếng hát làng Sen "Người hát hay nhất về Bác Hồ" kỉ niệm 100 năm sinh Hồ Chủ tịch
- 1998: Huy chương vàng đơn ca toàn quốc
- 2004: Cúp bạc Liên hoan âm nhạc quốc tế tại Bình Nhưỡng

## Vinh danh
- Con đường âm nhạc do VTV thực hiện, tháng 5 năm 2023[9]

## Đời tư
Tháng 5 năm 2007, Việt Hoàn thành hôn với ca sĩ Hoa Trần (hay Diễm Hoa) và đã có 3 người con. Đến tháng 11 năm 2023 anh tuyên bố họ đã ly hôn từ cuối năm 2021.